# Live Your Days
「Live Your Days」（リブ・ユア・デイズ）はavex traxから2008年4月23日に発売されたTRF30枚目のシングル。

## 解説
CD+DVDとCDの2形態で発売されており、ジャケットも異なる。
「Live Your Days」はテレビ東京「激走!GT」エンディング・テーマ、music.jpTV-CFソング。
ミュージック・ビデオは渋谷・大阪・博多でロケが行なわれ、CHIHARUの誕生日を祝うシーンも含まれている。
DVDにシングル「Where to begin」アルバム『Lif-e-Motions』に続く「HOW TO DANCE」映像を収録。「Live Your Days」間奏部分・サビ部分のダンスをメンバーが会話しながら実際に動き、解説している映像が収録されている。

## 収録曲

### CD
1. Live Your Days
作詞：川原京　作曲：鈴木大輔×BOUNCEBACK
編曲：h-wonder
2. Paradise of Labyrinth
作詞：村野直球　作曲・編曲：田中隼人
3. Live Your Days -DANCE MIX-
-remixed by Takahiro Izutani-
4. Live Your Days -Instrumental-
5. Paradise of Labyrinth-Instrumental-

### DVD
1. Live Your Days -music clip-
2. Special Work Shop in DVD Vol.3 (メンバーによるHOW TO DANCE映像)

## 収録アルバム
Live Your Days
- 『GRAVITY』
- 『TRF 20TH Anniversary COMPLETE SINGLE BEST』